# 알리칸테 8
알리칸테 8은 RSGC4 (Red Supergiant Cluster 4)로도 알려진 이전에는 우리 은하에 속한 젊은 무거운 산개 성단으로 여겨졌던 성군으로 2010년 2MASS 조사 데이터에서 발견되었다. 2010년 기준으로 확인된 성단의 유일한 구성원은 8~13개의 적색초거성이며 헬륨 연소가 진행중인 젊고 무거운 별이다. 이 성단은 태양으로부터 약 20,000–23,000 광년 (6–7 kpc) 거리에 있는 방패자리에 위치하고 있으며 막대의 북쪽 끝과 두 개의 주요 나선팔 중 하나인 방패자리-센타우루스자리 팔의 내부 부분이 교차하는 지점에 위치할 가능성이 높다.
알리칸테 8의 나이는 약 1,600만~2,000만 년으로 추정되며 심하게 가려져 가시광선으로 관측할 수 없다. 관측된 적색초거성들은 II형 초신성 전구성이다. 이 성단은 RSGC1, 스티븐슨 2, RSGC3, 알리칸테 7, 알리칸테 10으로 알려진 다른 적색초거성 무리와 가깝다. 알리칸테 8의 질량은 태양질량의 약 2만 배로 추산되며 이는 은하계에서 가장 무거운 산개성단 중 하나다.
알리칸테 8의 별의 시선속도에 대한 2023년 연구에서는 중력으로 묶인 성단에서 예상되는 것과 달리 시선속도들이 크게 다르다는 것이 나타났다. 또한 이 연구에서는 별 중 일부가 적색초거성이 아닐 수도 있고 점근거성일 수도 있음을 발견했다.